# Vall de Zonda

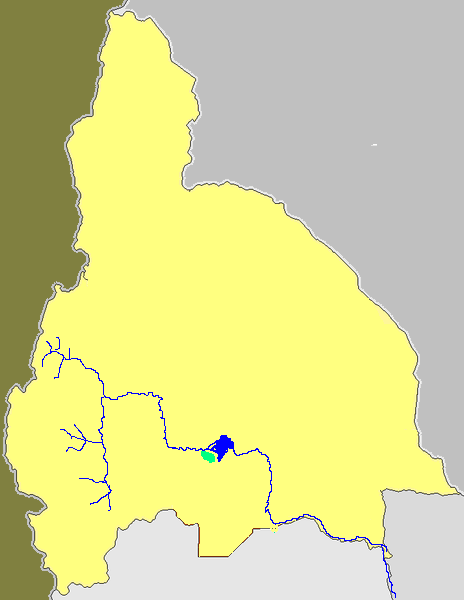
La taca verda ens mostra la ubicació de la vall. La línia celeste el riu San Juan i la taca celeste l'Embassament d'Ullun.

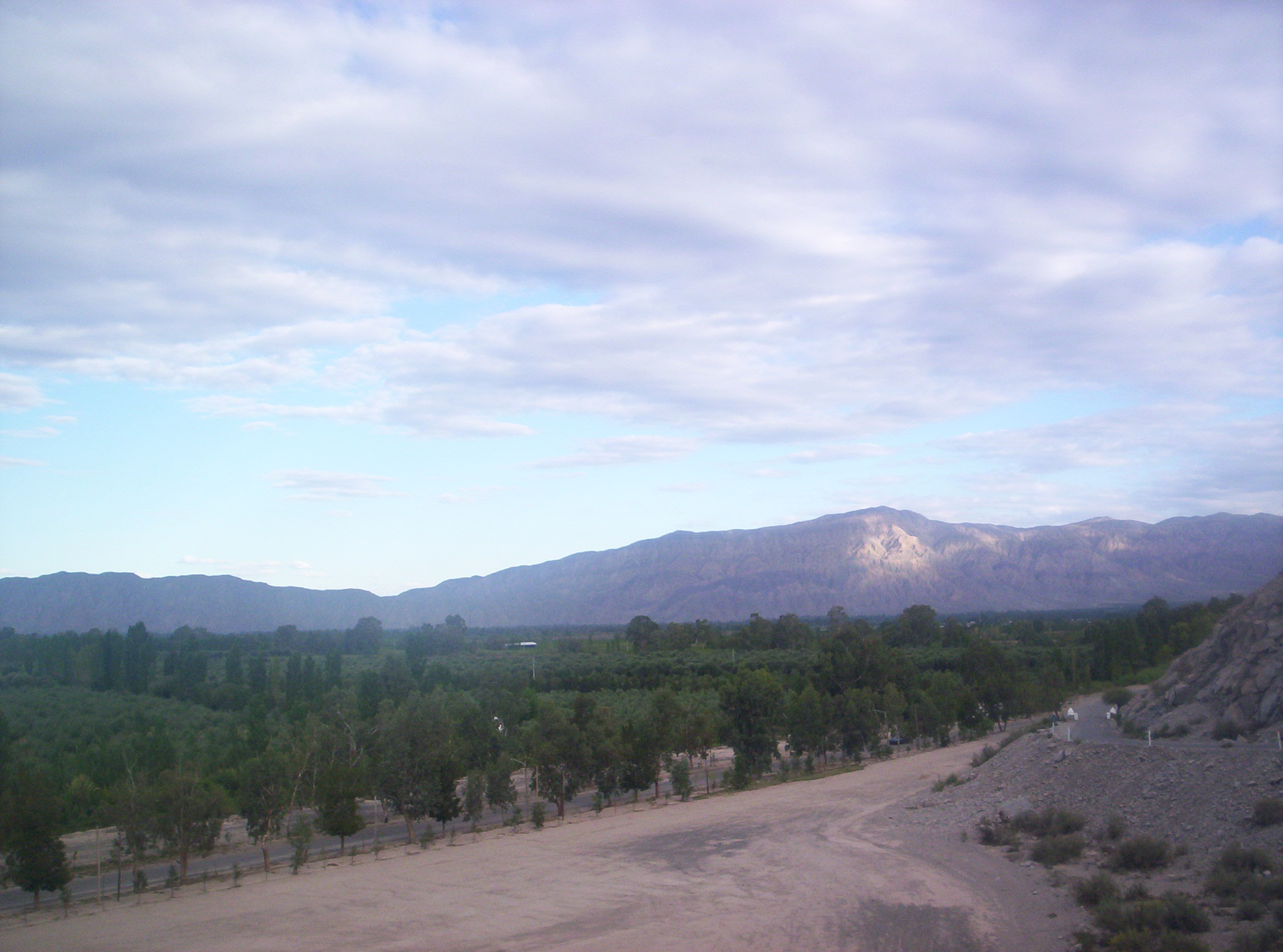
Vista panoràmica de la Vall feta des del Tossal Blanc.

La Vall de Zonda, és un oasi situat al centre sud de la província de San Juan, al nord-oest del departament amb el mateix nom, al centre-oest de l'Argentina. Es caracteritza per ser una zona on predomina plantacions de vinyes i fruiteres.
La Vall de Zonda és al centre sud de la província de San Juan, al nord-est del departament Zonda, a 18 quilòmetres a l'oest de la ciutat de San Juan (31° 32′ 20″ S, 68° 44′ 05″ O / 31.53889°S,68.73472°O). Els límits són: al nord amb el riu San Juan, al sud per un relleu accidentat representat per regions muntanyenques, a l'est per la Serra Petita de Zonda i a l'oest pel Cerro Blanco. La principal via de comunicació és la Ruta provincial 12 que travessa el congost de Zonda.

## Clima
El clima de la Vall de Zonda és desèrtic, amb precipitacions escasses, una pronunciada aridesa i una important oscil·lació tèrmica tant anual com diària. Les temperatures oscil·len entre els 28 °C de gener, quan superen els 34 °C i abasten els 44 °C absoluts, i els 8 °C d'hivern, i gelades freqüents, amb temperatures per sota de -8 °C. Durant tot l'any no es registren precipitacions per sobre dels 20 mm, i són més probables a l'estiu en forma de calamarsa.